# Hình học liên tục
Hình học liên tục, giới thiệu bởi von Neumann (1936, 1998), là vật thể toán học mà các chiều của không gian con thay vì là 0, 1,..., n, thì có thể là một số thuộc khoảng đơn vị [0,1].

## Định nghĩa
Một hình học liên tục là một dàn L với các tính chất:
- L modular.
- L đầy.
- Các phép toán trên dàn ∧, ∨ có tính chất:
{\displaystyle (\bigwedge _{\alpha \in A}a_{\alpha })\lor b=\bigwedge _{\alpha }(a_{\alpha }\lor b)}, với A là một tập có hướng và nếu α < β thì aα < aβ. Tương tự cho ∧ và ∨.
- Mỗi phần tử trong L có một phần bù (không nhất thiết độc nhất). Phần bù của phần tử a là b với a ∧ b = 0, a ∨ b = 1, với 0 và 1 là phần tử min và max của L.
- L bất khả quy, tức 0 và 1 là phần tử duy nhất có phần bù độc nhất.